# Hyacinthe Louis Rabino di Borgomale
Hyacinthe Louis Rabino di Borgomale, né à Lyon le 27 juillet 1877 et mort le 26 septembre 1950 à Paris, consul général d'Angleterre à Smyrne, est un archéologue, numismate, historien de la Perse, héraldiste et généalogiste français et britannique.

## Famille
Il est le fils de F. Joseph Rabino di Borgomale, directeur général de la banque impériale de Perse, d'une famille originaire du Piémont qui portait selon lui « d'azur au cyprès au naturel le tronc soutenu par un lion d'or contourné ».
Il avait épousé Paule Pagès des Huttes (ca 1880-1947), fille du colonel R. J. Pagès des Huttes.

## Biographie
Il était membre de l'Academia nissarda.

## Publications
- (en) Coins, medals, and seals of the Shâhs of Îrân (1500-1941),
- (fr) La Sigillographie iranienne moderne,
- (fr) Armorial des évêques de Vence, Nice, 1941,
- (fr) "Essai d'armorial des familles de Monaco et de Menton", in Bulletin de la Société française d'héraldique et de sigillographie, 1939, in-8_, 17 p.
- (fr) "Études héraldiques et généalogiques sur le comté de Nice", in Nouvelle revue héraldique, n°3-4, avril 1942, n°687.
- (fr) Devises et cris de guerre des familles du comté de Nice et de la principauté de Monaco, 1942, n°688.
- (fr) Fiefs de Bosia et de Borgomale (près d'Alba en Piémont),
- (fr) Notices généalogiques. Familles d'Alary à Alby, d'Alary, à Castres; d'Armengaud à Lavaur ; de Rabastens en Languedoc ; de Suc de Saint-Affrique, en Albigeois ; de Voisins de Lvaur, en Languedoc, etc.[2], Le Caire, 1937, in-8° (Archives nationales),
- (fr) Les Stephanopoli de Comnène, en Morée et en Corse,
- (fr) Généalogie de la famille Pagès, en Haute-Auvergne, 1935,
- (fr) Généalogie de la famille Pagès, au Puy, 1936,
- (fr) Généalogie de la famille Pagès à Valuéjouls et à Riom, dans le Cantal, 1936, Le Caire, imprimerie Saint Joseph, in-8°, 24 p.
- (fr) de Pagès de Beaufort en Languedoc, de Rabastens en Languedoc. 1936,
- (fr) Généalogie de la famille Ducasse, en Béarn et du Casse, en Guyenne, 1937,
- (fr) Généalogie de la famille Belliard, en Bas-Poitou, 1937,
- (fr) Généalogie de la famille Vitier, en Bourgogne, 1937,
- (fr) Généalogie de la famille Micault de Saint-Léger, en Nivernais, 1937,
- (fr) Généalogie de la famille Néaudot de Bétrix, en Nivernais, 1937,
- (fr) Généalogie de la famille de Boschand, de Brie, Limoges, imprimerie Dupuy-Moulinier,
- (fr) Les Diplomates et les consuls d'Iran et d'Angleterre,
- (fr) "Les préfets du califat au Tabaristan de 18 à 328/639", in Journal asiatique, 1939-1940,
- (fr) Les Tribus du Louristan,
- (fr) Les Provinces caspiennes de la Perse,
- (fr) Les Dynasties locales du Gilân et du Daylam,
- (fr) Deux Descriptions du Gîlân du temps des Mongols,
- (fr) Dynasties alaouites du Mâzandarân", in Journal asiatique, 1927,
- (fr) Les Dynasties de Mázandarán de l'an 50 H. à l'an 1006 H. (672-1 597/AS) d'après les sources locales,
- (fr) "L'histoire du Mâzandarân, notes complémentaires", in Journal asiatique, année 1948, tiré à part 246 pp.

## Sources
- Who was who 1951-1960, A&C Black.